# Forsiusbreen
De Forsiusbreen is een gletsjer op het eiland Nordaustlandet, dat deel uitmaakt van de Noorse eilandengroep Spitsbergen.
De gletsjer is vernoemd naar Fins priester en astronoom Sigfrid Aronus Forsius (1550-1624).

## Geografie
De gletsjer ligt in het zuidwesten van Gustav-V-land en is ongeveer zuidoost-noordwest georiënteerd. Hij komt vanaf de ijskap Vestfonna en mondt via gletsjerrivieren uit in de Straat Hinlopen.
Op ongeveer vier kilometer naar het zuidoosten ligt de gletsjer Gimlebreen en op ongeveer vier kilometer naar het noordoosten ligt de gletsjer Backabreen.